# 宝物岛
《宝物岛》（：／）為韩国SBS自2025年2月21日至4月12日所播出的金土電視剧，由《金钱之花》的编剧李明熙和《軍檢察官多伯曼》的导演陳昌奎合作打造，朴炯植和許峻豪主演。線上OTT由Disney+同步跟播。

## 剧情概要
剧情讲述为了生存而入侵2兆韩元秘密政治资金帐户的男子，和不知道帐户被入侵便杀害男子导致2兆资金化为乌有的秘密实权人物之间的故事。

## 演员阵容

### 主要人物
- 朴炯植（童年：朴多溫） 饰演 徐东柱／秋成賢，大山集团会长秘书室对外合作组长，是一个心思缜密、充满野心的人。[4]
- 許峻豪 饰演 廉張先，曾是国家情报院院长的法学研究生院客座教授，在King Maker背后协调一切的实权人物。[4]
- 李海英 饰演 許壹導，大山能源社长。[3]
- 洪华蓮 饰演 呂誾男，車强千的外孙女、大山集团的千金，她不仅对大山集团野心勃勃，还一心想要揭开父亲死亡背后的秘密。[7][8]

### 其他人物
- 禹贤 饰演 車强千，大山集团会长。[3]
- 金正蘭 饰演 車悳熙，大山文化财团理事，車强千的大女儿、呂誾男和許兌允的母亲。第一任丈夫吕舜豪遭遇车祸去世后，与許壹導再婚。[3]
- 都知嫄 饰演 地榮秀，因世人所不知的秘密而与大山集团一家牵扯在一起的女人，曾是公共电视台的人气新闻主播。[3][9]
- 洪洙賢 饰演 车国熙，大山化学社长、車强千的二女儿，性格直爽，想到什么就说什么，常常脑子和嘴巴同时运转。她毫不掩饰想要继承父亲衣钵，成为大山集团会长的野心，并且时常表露出来。
- 權秀賢 饰演 廉希澈，首尔地方检察厅检察官、廉張先的侄子，也是呂誾男的丈夫。他是徐东柱的竞争对手，性格温顺，学生时代与东柱关系密切，但渐渐对他产生了自卑感和竞争意识。[10]
- 尹相現 饰演 許兌允，許壹導与車悳熙的儿子、大山文化财团非常任理事。
- 車禹閔 饰演 地先愚，地榮秀與車強千的私生子，一个宣称要中断学业的高中生，对徐东柱充满好奇心，因而成为“徐东柱向日葵”。[9]
- 孔祉呼 饰演 明太琴，“首尔乐器行”的老板，也是拥有百年历史的明宝私贷行的第四代老板，在继承家业之前是一名黑客，因而与徐东柱关系密切。[11]
- 孫志娜 飾演 皮貞姬夫人，室內高爾夫練習場社長，徐東柱、徐然株的母親逝世後，成為姊弟倆的監護人。
- 李宥俊 饰演 裴元拜，港口水产批发市场的杂工，是救了身中数枪、奄奄一息的徐东柱的救命恩人。
- 李杭娜 饰演 星普蓮，廉張先的妻子，将廉希澈抚养长大并培养成检察官。
- 全鎮基 飾演 廉治先，廉張先的弟弟，廉希澈的父親，法學院教授。
- 朱延宇 饰演 天九浩，廉張先的秘书兼保镖。
- 成魯進 飾演 管理者，國情院黑色要員出身，廉張先的助手。
- 金基茂 飾演 趙楊春，管理者的手足，並聽從管理者的指示行事。
- 河秀豪 饰演 金途首，車國熙的丈夫，大山医院神经外科科长。
- 徐庆花 饰演 工貞子秘書，大山家的管家，负责家中的日常生活起居，将优雅、品格与礼节视若生命。
- 李善熙 饰演 開城嫂，本名玄子沃，大山家厨师的帮厨。
- 宋镇宇 饰演 都宰弼主廚，大山家的厨师、開城嫂的丈夫。
- 金珉賞 飾演 崔基玄室長，大山集團會長秘書室室長，職級為社長。
- 李澤根（이택근） 飾演 洪文韓，大山能源部長，許壹導的親信，經常向許壹導匯報會長秘書室的內部事務。
- 金学善 饰演 姜星，园艺师，和許壹導曾是学运时期的同志，因指责許壹導排挤朋友，两人关系疏远。
- 魯秀㦃那 饰演 姜二炫，姜星的女兒，大山医院神经科专科医生，徐东柱失忆住院时的负责医生。

### 特别出演
- 韓智慧 饰演 阿涅斯修女，徐东柱唯一的亲姐姐，原名徐然株。[12]
- 朱相昱 飾演 吕舜豪，車悳熙的第一任丈夫，呂誾男的親生父親。
- 柳承秀 饰演 南相哲，首尔江南选区的4选国会议员，让有利于大山集团的《能源事业法》和相关预算案得以在国会通过的关键人物。[13]
- 张少妍 饰演 奭秀慶，國會議員。[14]
- 崔光逸 飾演 李哲鏞，暱稱老人家，為現任韓國總統，也是指點廉張先的神秘人物。
- 申高恩 飾演 秋慶原，秋成賢的親生母親。

## 分集列表
| 集數 | 標題                                                                                  | 首播日期      | 南韓收視人數 （百萬） |
| ---- | ------------------------------------------------------------------------------------- | ------------- | --------------------- |
| 1    | 講的話有聽進去的話，就不會有這些事了。 말로 할 때 들으시면 맞을 일 없습니다.          | 2025年2月21日 | 1.143                 |
| 2    | 為何向會長道歉？ 왜 회장님께 죄송해야 합니까?                                         | 2025年2月22日 | 1.544                 |
| 3    | 我不想死。老師。 죽기 싫습니다. 선생님.                                               | 2025年2月28日 | 1.579                 |
| 4    | 等著吧。因為我會殺了你。 기다려. 내가 너 죽이러 갈 거니까.                            | 2025年3月1日  | 1.885                 |
| 5    | 你好，我叫聖賢。 안녕하세요. 성현이라고 합니다.                                       | 2025年3月7日  | 1.680                 |
| 6    | 你是為了殺死我才開槍的嗎？ 저를 죽이려고 총을 쐈습니까?                               | 2025年3月8日  | 1.933                 |
| 7    | 和2兆元一起消失。 2조 원이랑 같이 사라져줄게.                                         | 2025年3月14日 | 1.848                 |
| 8    | 你沒來的那天，我被槍擊中並失去了記憶。 니가 오지 않은 날, 난 총을 맞고 기억을 잃었어. | 2025年3月15日 | 2.211                 |
| 9    | 槍，在這裡，老師。 총, 여깄습니다, 선생님.                                            | 2025年3月21日 | 2.149                 |
| 10   | 想見一次面。 한번은 만나고 싶어.                                                      | 2025年3月22日 | 2.347                 |
| 11   | 請保密到最後。 끝까지 비밀로 해주세요.                                                | 2025年3月28日 | 2.100                 |
| 12   | 我還沒死。快點再開槍。 나 아직 안 죽었어. 빨리 더 쏴요.                               | 2025年3月29日 | 2.272                 |
| 13   | 你真是個壞人，不，人渣。 참 나쁜 사람, 아니 놈이십니다.                               | 2025年4月4日  | 2.425                 |
| 14   | 廉老師你卑躬屈膝地向我跪地求饒？ 염선생이 내 발밑을 기어 다니면서 비는 거?            | 2025年4月5日  | 2.691                 |
| 15   | 我……連這種話也不能說嗎？ 제가... 그 정도 말도 못 합니까?                              | 2025年4月11日 | 2.363                 |
| 16   | 你必須問得更認真。 더 간절하게 물어보셔야 합니다.                                     | 2025年4月12日 | 2.656                 |

## 收視率
《寶物島》於2025年2月21日在韓國地上波SBS開播，首集取得6.1%的收視率，瞬間收視最高達8.2%，雖然低於前一檔《我的完美秘書》的完結收視（12%），但高於前一檔的開播收視（5.2%），也高於同屬地上波的MBC於同日同時段開播的金土劇《臥底高中》。最終第16集創下自身最高收視15.4%，瞬間收視最高達17.9%，是截至當時，2025年收視最高的韓國迷你劇集。不僅曾連續3集、連續5週收視上漲，且全劇16集均位居同時段收視冠軍。第16集的18至49歲收視也創下自身最高紀錄4%，並連續14集位居同時段收視冠軍。
與其他同期播映的週末劇相比，本劇收視除了高於《臥底高中》，也高於接檔《臥底高中》的《芭妮與哥哥們》，以及綜合編成頻道的Channel A土日劇《魔女》、JTBC土日劇《協商的技術》，還有有線電視的tvN土日劇《問問星星吧》、《愛情發芽中》、《機智住院醫生生活》等，但低於同屬地上波的KBS 2TV週末劇《拜託老鷹5兄弟！》。播出期間，連續2週位居韓國地上波週間收視第5名、3週位居第4名、2週位居第2名。
| 季數 | 季數 | 每季集數 | 每季集數 | 每季集數 | 每季集數 | 每季集數 | 每季集數 | 每季集數 | 每季集數 | 每季集數 | 每季集數 | 每季集數 | 每季集數 | 每季集數 | 每季集數 | 每季集數 | 每季集數 |
| 季數 | 季數 | 1        | 2        | 3        | 4        | 5        | 6        | 7        | 8        | 9        | 10       | 11       | 12       | 13       | 14       | 15       | 16       |
| ---- | ---- | -------- | -------- | -------- | -------- | -------- | -------- | -------- | -------- | -------- | -------- | -------- | -------- | -------- | -------- | -------- | -------- |
|      | 1    | 1.143    | 1.544    | 1.579    | 1.885    | 1.680    | 1.933    | 1.848    | 2.211    | 2.149    | 2.347    | 2.100    | 2.272    | 2.425    | 2.691    | 2.363    | 2.656    |

| 集數 | 標題                                   | 播出日期      | 尼爾森全國收視率 | 尼爾森全國收視率 | 尼爾森首都圈收視率 | 尼爾森首都圈收視率 |
| 集數 | 標題                                   | 播出日期      | 家庭戶比例       | 人數（百萬）     | 家庭戶比例         | 人數（百萬）       |
| ---- | -------------------------------------- | ------------- | ---------------- | ---------------- | ------------------ | ------------------ |
| 1    | 講的話有聽進去的話，就不會有這些事了。 | 2025年2月21日 | 6.1%             | 1.143            | 6.0%               | 0.721              |
| 2    | 為何向會長道歉？                       | 2025年2月22日 | 8.1%             | 1.544            | 7.8%               | 0.988              |
| 3    | 我不想死。老師。                       | 2025年2月28日 | 8.8%             | 1.579            | 8.9%               | 1.032              |
| 4    | 等著吧。因為我會殺了你。               | 2025年3月1日  | 10.2%            | 1.885            | 9.8%               | 1.199              |
| 5    | 你好，我叫聖賢。                       | 2025年3月7日  | 9.2%             | 1.680            | 9.0%               | 1.078              |
| 6    | 你是為了殺死我才開槍的嗎？             | 2025年3月8日  | 11.2%            | 1.933            | 11.0%              | 1.261              |
| 7    | 和2兆元一起消失。                      | 2025年3月14日 | 10.9%            | 1.848            | 10.4%              | 1.138              |
| 8    | 你沒來的那天，我被槍擊中並失去了記憶。 | 2025年3月15日 | 12.3%            | 2.211            | 12.3%              | 1.438              |
| 9    | 槍，在這裡，老師。                     | 2025年3月21日 | 12.2%            | 2.149            | 12.2%              | 1.363              |
| 10   | 想見一次面。                           | 2025年3月22日 | 13.1%            | 2.347            | 13.0%              | 1.469              |
| 11   | 請保密到最後。                         | 2025年3月28日 | 11.7%            | 2.100            | 11.9%              | 1.399              |
| 12   | 我還沒死。快點再開槍。                 | 2025年3月29日 | 12.7%            | 2.272            | 12.5%              | 1.462              |
| 13   | 你真是個壞人，不，人渣。               | 2025年4月4日  | 13.4%            | 2.425            | 14.0%              | 1.603              |
| 14   | 廉老師你卑躬屈膝地向我跪地求饒？       | 2025年4月5日  | 14.6%            | 2.691            | 14.5%              | 1.730              |
| 15   | 我……連這種話也不能說嗎？               | 2025年4月11日 | 13.4%            | 2.363            | 13.6%              | 1.526              |
| 16   | 你必須問得更認真。                     | 2025年4月12日 | 15.4%            | 2.656            | 15.7%              | 1.742              |
| 特輯 |                                        |               |                  |                  |                    |                    |
| 1    | 搶先看                                 | 2025年2月15日 | 1.4%             | —                | —                  | —                  |